# Brandérion
Brandérion [bʁɑ̃deʁjɔ̃] est une commune française située dans le département du Morbihan, dans le pays de Lorient, en région Bretagne.

## Géographie

### Localisation
| Languidic | Languidic  | Languidic |
| Kervignac | Brandérion | Languidic |
|           | Nostang    | Languidic |

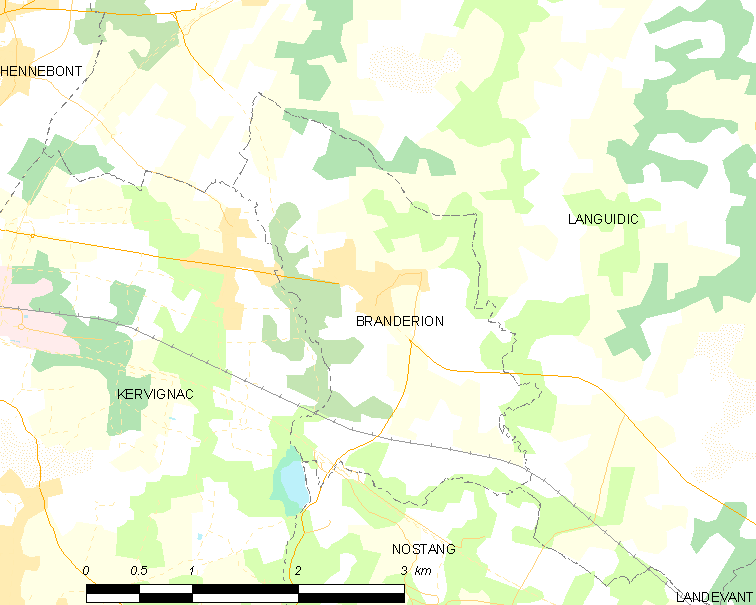
Carte de la commune de Brandérion et des communes avoisinantes.

À vol d'oiseau, Brandérion se situe à 13,8 kilomètres à l'est de Lorient et à 36,1 kilomètres de Vannes

### Géologie, relief et hydrographie
La superficie de la commune est de 603 hectares ; son altitude varie entre 8 et 79 mètres. Les points les plus élevés sont à la limite nord et nord-ouest du finage communal, le point le plus bas se trouve dans la vallée du Ruisseau du Roc'h à l'endroit où ce cours d'eau quitte la commune au sud du hameau de Kermoël. Le bourg est vers 42 mètres d'altitude.
La commune est située dans le bassin Loire-Bretagne. Elle est drainée par le Goah Guillerm, le ruisseau de Kerlivio,,. Elle est limitée à l'est par le Ruisseau du Pont du Roc'h, dont la source se trouve au nord-est de la commune de Languidic, sépare son finage de ceux de Languidic et Nostang. Le Ruisseau de Kerlivio forme la limite ouest de Brandérion avec Kervignac, pui alimente l'étang de Coëtrivas, avant de porter plus en aval, mais hors des limites communales de Brandérion, le nom de Ruisseau du Moulin de Saint-Georges et de se jeter, tout comme le Ruisseau du Moulin du Roc'h dans l'extrême nord de la Rivière d'Étel. Le "Dictionnaire géographique et administratif de la France et de ses colonies" d'Adolphe Joanne indique que vers 1900 ces deux cours d'eau alimentaient en tout « 6 moulins à blé ».

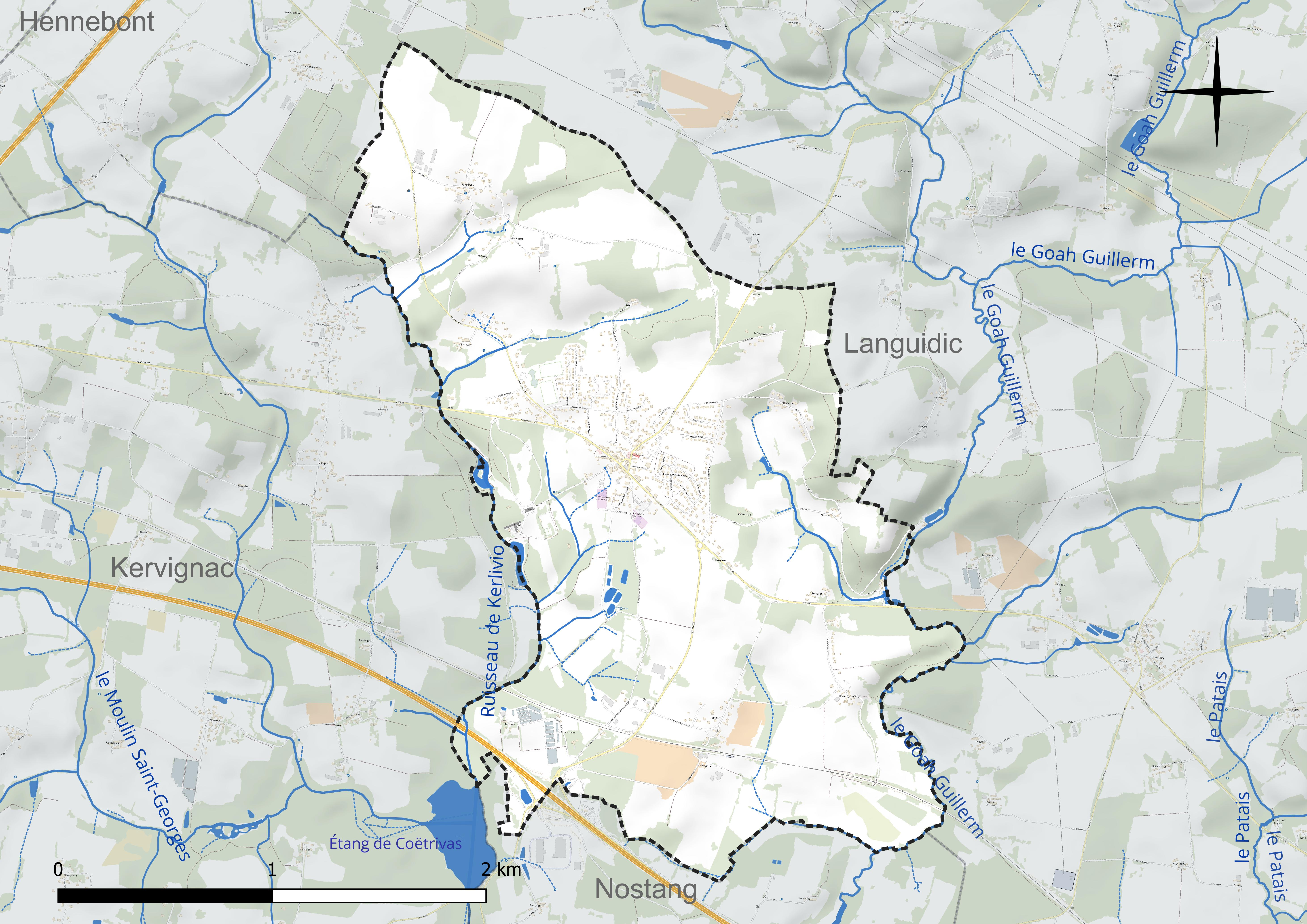
Réseau hydrographique de Brandérion.

### Voies de communication et transports

#### Voies routières
La commune est située à proximité du carrefour (l'échangeur est situé un peu plus à l'ouest, sur le territoire de la commune de Kervignac) des deux principaux axes routiers (voies express) du sud de la Bretagne : la Route nationale 24 (Rennes-Lorient) et la Route nationale 165-E60 (Nantes-Quimper-Brest). L'aire de repos de Boul Sapin (no 38) est située pour l'essemtiel sur le territoire communal de Nostang, mais à la limite sud de Brandérion, et permet, grâce à D 158, une liaison directe avec le bourg de Brandérion.
L'ancienne Route nationale 165, désormais déclassée en D 765, passe par le bourg de Brandérion, desservi aussi par la D 158 qui, en direction du nord, relie Brandérion à Languidic.

#### Voies ferroviaires
La commune de Brandérion est traversée d'est en ouest par la voie ferrée venant de Nantes ou Rennes via Redon et Vannes et se dirigeant vers Lorient et Quimper, connue initialement sous le nom de Ligne de Savenay à Landerneau et désormais empruntée notamment, depuis la gare de Paris-Montparnasse, par les TGV Atlantique qui, bien sûr, ne s'arrêtent pas à Brandérion.
La gare de Brandérion, ouverte en 1925, est une « halte à accès libre » pour les TER Bretagne parcourant la ligne 12 Vannes-Lorient. En semaine, six trains par jour s'arrêtent à Brandérion, trois le matin et trois le soir.

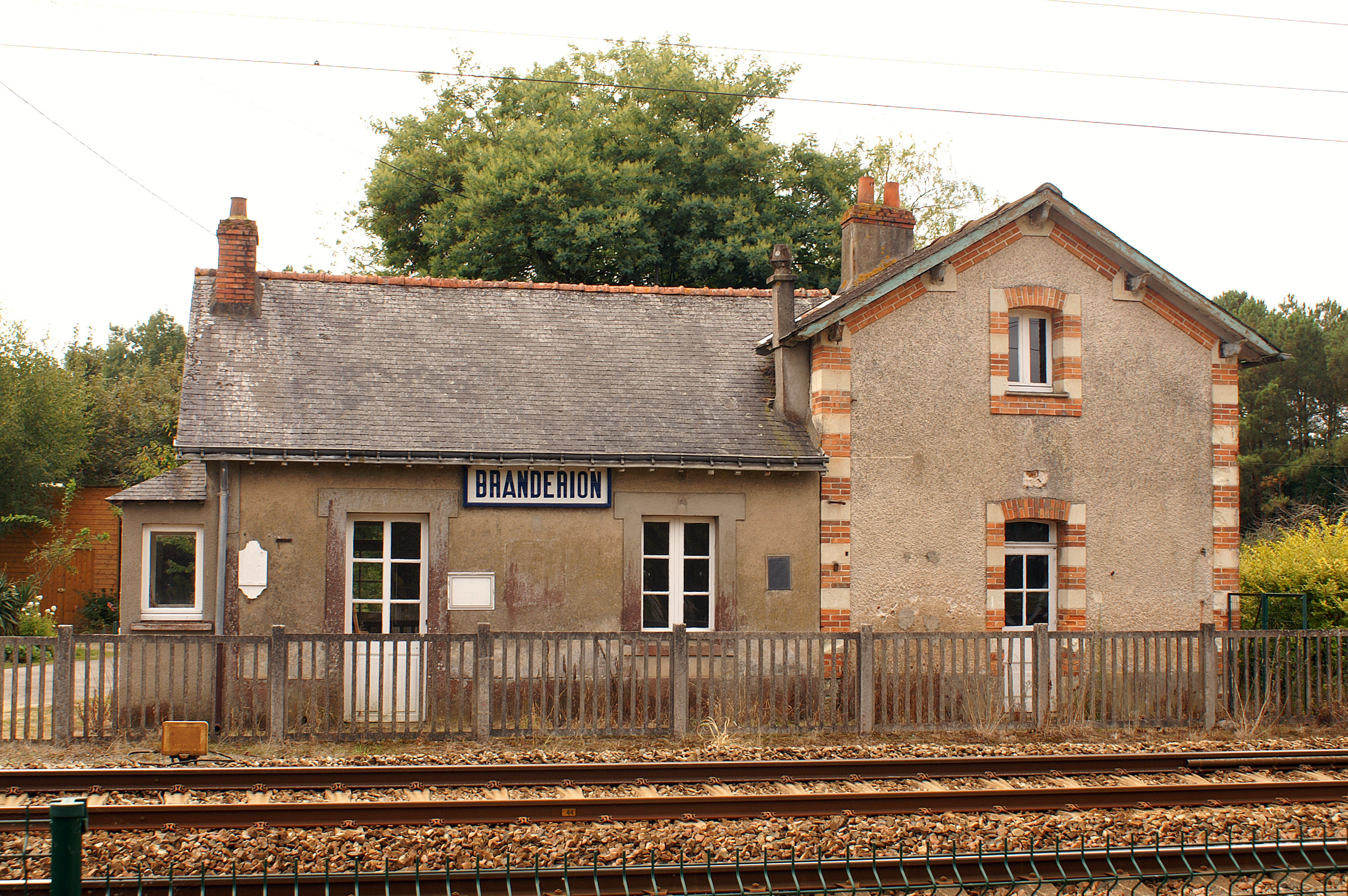
L'ancien bâtiment de la Gare de Brandérion.

#### Transports en commun
La commune de Brandérion est desservie par le réseau CTRL :
| Ligne | 34  |  | Languidic - Tréauray ↔ Brandérion ↔ Hennebont - Gare SNCF |
| Ligne | 108 |  | Brandérion - Kerveno ↔ Brandérion - Gare SNCF             |

### Climat
Pour des articles plus généraux, voir Climat de la Bretagne et Climat du Morbihan.
En 2010, le climat de la commune est de type climat océanique franc, selon une étude du CNRS s'appuyant sur une série de données couvrant la période 1971-2000. En 2020, Météo-France publie une typologie des climats de la France métropolitaine dans laquelle la commune est exposée à un climat océanique et est dans la région climatique Bretagne orientale et méridionale, Pays nantais, Vendée, caractérisée par une faible pluviométrie en été et une bonne insolation. Parallèlement l'observatoire de l'environnement en Bretagne publie en 2020 un zonage climatique de la région Bretagne, s'appuyant sur des données de Météo-France de 2009. La commune est, selon ce zonage, dans la zone « Intérieur », exposée à un climat médian, à dominante océanique.
Pour la période 1971-2000, la température annuelle moyenne est de 11,8 °C, avec une amplitude thermique annuelle de 11,5 °C. Le cumul annuel moyen de précipitations est de 959 mm, avec 13,9 jours de précipitations en janvier et 7,3 jours en juillet. Pour la période 1991-2020, la température moyenne annuelle observée sur la station météorologique la plus proche, située sur la commune de Quéven à 16 km à vol d'oiseau, est de 12,2 °C et le cumul annuel moyen de précipitations est de 943,3 mm,. Pour l'avenir, les paramètres climatiques de la commune estimés pour 2050 selon différents scénarios d'émission de gaz à effet de serre sont consultables sur un site dédié publié par Météo-France en novembre 2022.

### Paysages et habitat
Brandérion présente un paysage agraire traditionnel de bocage avec un habitat dispersé en écarts formés de hameaux (dénommés localement "villages") et fermes isolées, mais ceux-ci sont peu nombreux en raison de la petitesse du territoire communal. Le bourg, situé approximativement au centre du finage communal, qui était traditionnellement de très modeste dimension, a beaucoup grossi par périurbanisation depuis la seconde moitié du XXe siècle avec la création de plusieurs lotissements à sa périphérie en raison de la proximité avec Hennebont et l'agglomération lorientaise. Le reste de la commune a conservé son aspect rural, échappant à la rurbanisation.

## Urbanisme

### Typologie
Au 1er janvier 2024, Brandérion est catégorisée bourg rural, selon la nouvelle grille communale de densité à sept niveaux définie par l'Insee en 2022.
Elle est située hors unité urbaine. Par ailleurs la commune fait partie de l'aire d'attraction de Lorient, dont elle est une commune de la couronne,. Cette aire, qui regroupe 31 communes, est catégorisée dans les aires de 200 000 à moins de 700 000 habitants,.

### Occupation des sols
L'occupation des sols de la commune, telle qu'elle ressort de la base de données européenne d’occupation biophysique des sols Corine Land Cover (CLC), est marquée par l'importance des territoires agricoles (61,6 % en 2018), en diminution par rapport à 1990 (67,6 %). La répartition détaillée en 2018 est la suivante :
zones agricoles hétérogènes (28,8 %), forêts (27 %), terres arables (22,3 %), prairies (10,4 %), zones urbanisées (8,7 %), zones industrielles ou commerciales et réseaux de communication (2,7 %). L'évolution de l’occupation des sols de la commune et de ses infrastructures peut être observée sur les différentes représentations cartographiques du territoire : la carte de Cassini (XVIIIe siècle), la carte d'état-major (1820-1866) et les cartes ou photos aériennes de l'IGN pour la période actuelle (1950 à aujourd'hui).

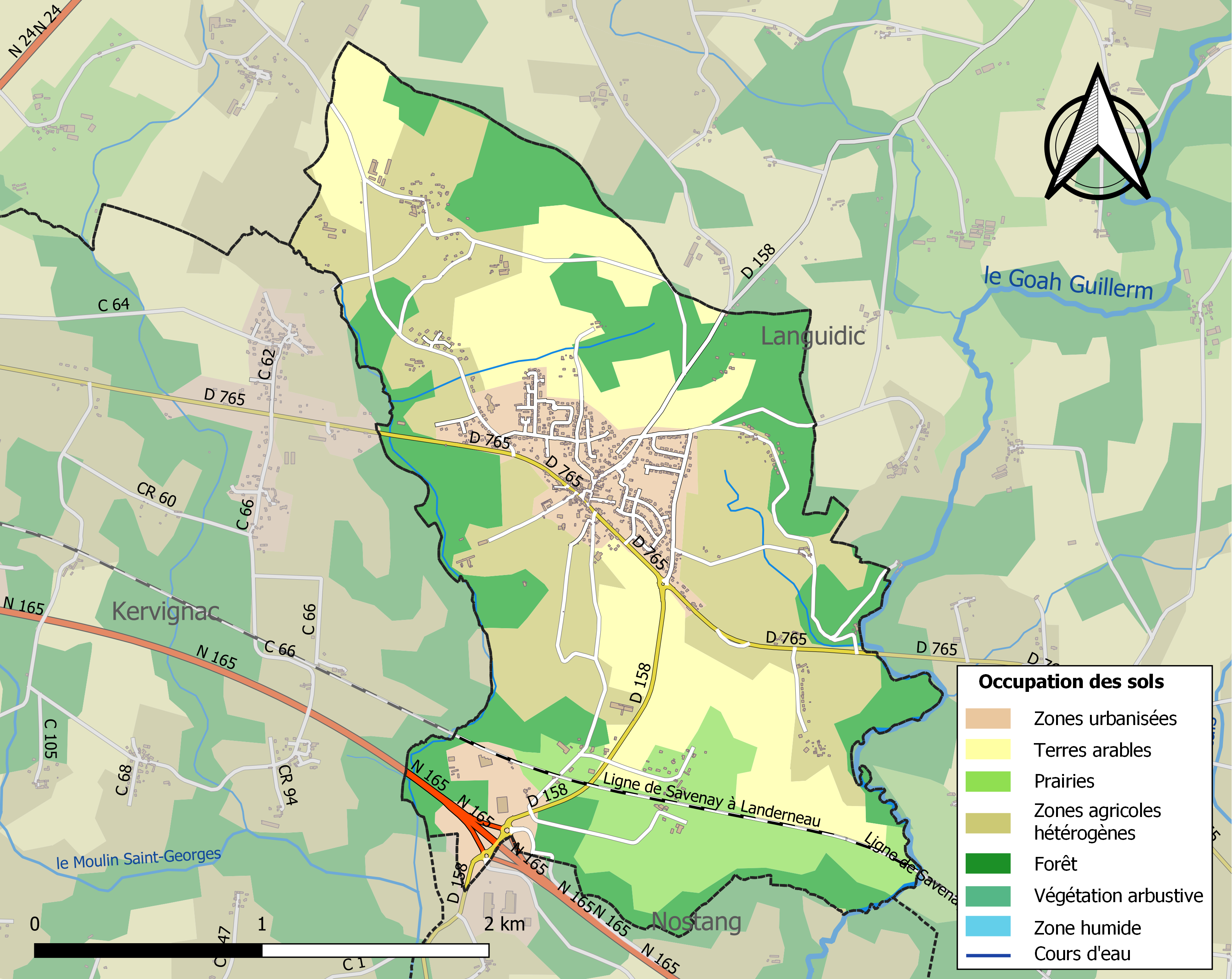
Carte des infrastructures et de l'occupation des sols de la commune en 2018 (CLC).

## Toponymie
Le nom de la localité est mentionné sous la forme Pranderyon en 1363 ; Branderyon en 1386. Le nom proviendrait peut-être de "praedium Annae" ("domaine d'Anne"), mais c'est très incertain.
Prederion en breton.

## Histoire

### Préhistoire
Un dolmen haut de 2 mètres, composé de 5 pierres verticales supportant une table de 5 pieds de longueur sur 4 de largeur, situé au sud de la route d'Hennebont à Vannes, est signalé en 1863.
Gabriel Le Cam indique la présence d'un dolmen à couloir à chambre circulaire fortement dégradé, quasiment ruiné, situé dans un cairn à Kermarhic sur une colline boisée.

### Antiquité
La voie romaine venant de Darioritum (Vannes) et se dirigeant vers Civitas Aquilonia (Quimper) passait près du bourg de Brandérion, un peu au nord de celui-ci.

### Moyen Âge
La trève de Brandérion, qui dépendait de la paroisse de Languidic (ce qui est attesté par des titres datant de 1363 et 1385 de l'abbaye Notre-Dame de la Joie), devint une paroisse indépendante en 1402.

### Temps modernes

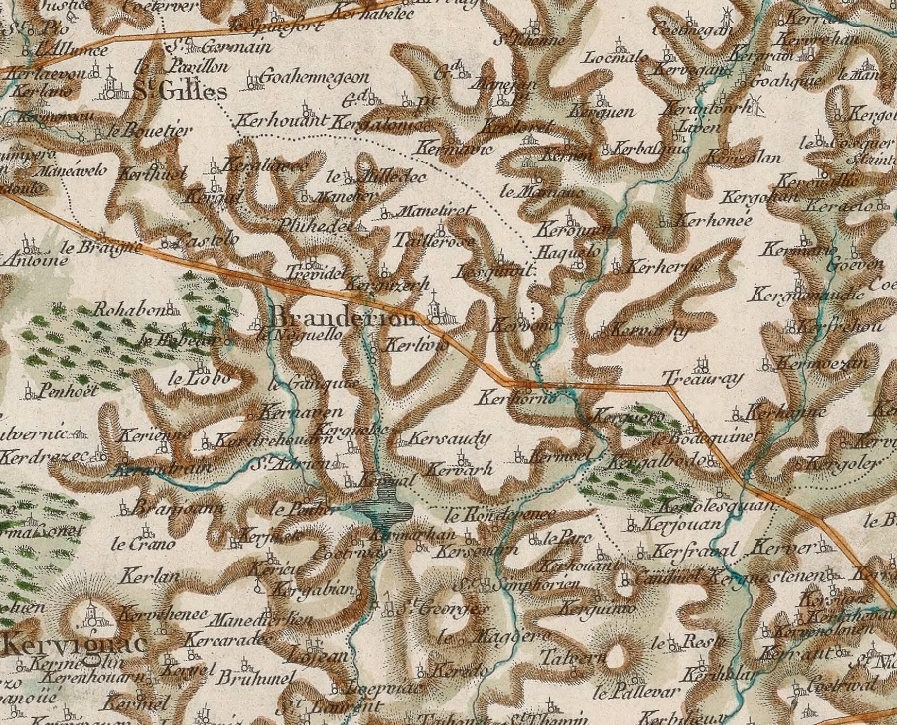
Carte de Cassini de la paroisse de Brandérion et ses environs (1789).

Trois seigneuries existaient à Brandérion : la principale était celle de Kerlivio, les autres étant celles de Kersaudy et de Talroz. Un aveu de 1564 indique que le seigneur de Kermadio (en Kervignac) est prévôt et sergent féodé des paroisses de Languidic et Brandérion. L'ancienne église Saint-Pierre connut d'importantes réparations en 1656.
Jean-Baptiste de Mauduit de Kerlivio était « seigneur de Kerlivio, Brandérion et autres lieux, capitaine-commandant du régiment Royal-Dragon avec rang de lieutenant-colonel et chevalier de l'Ordre royal et militaire de Saint-Louis » ; marié le 27 décembre 1762 à Pons avec Françoise-Élisabeth Broussard, il décéda dans son hôtel particulier à Pons le 8 février 1790.
En 1759 une ordonnance du roi Louis XV impose à la paroisse de Brandérion de fournir 6 hommes et de payer 39 livres pour la défense de la côte et pourvoir aux besoins des garde-côtes.
Jean-Baptiste Ogée décrit ainsi Brandérion en 1778 :

« Brandérion, sur la route de Vannes à Hennebon ; à 8 lieues de Vannes, son évêché ; à 26 lieues et demie de Rennes ; et à 1 lieue un quart de Hennebon, sa subdélégation et son ressort. On y compte 300 communiants. La cure est à l'ordinaire. Son territoire, quoique peu étendu et assez fertile, referme des landes en assez grand nombre. »

### Révolution française
François-Guillaume Menay fut recteur de Brandérion à partir de 1764 ; il prêta serment à la Constitution civile du clergé et, devenu prêtre jureur, resta en poste au moins jusqu'en 1797. Il fut remplacé par Louis Esvan après le Concordat.
En juin 1795, après la Bataille de Quiberon, plusieurs bataillons de chouans royalistes furent refoulés par les troupes républicaines jusqu'à Brandérion. Le 15 messidor an III (3 juillet 1795) le représentant en mission Bruë écrit depuis Hennebont : « Nous aons eu, depuis Brandérion, à chasser les brigands [(chouans)], qui ont tiré quelques coups de fusils ; mais nos [soldats] républicains les ont débusqués partout. Il y a quelques hommes des leurs tués. L'adjudant général Mermet venait de prendre Landevan [Landévant] avec 600 hommes (Deuxième bataille de Landévant). Il venait d'Auray ».

### LeXIXesiècle
En 1824 Camille Mellinet évoque les « deux misérables hameaux de Landevan et Brandérion, qualifiés cependant de bourgs ».
A. Marteville et P. Varin, continuateurs d'Ogée, décrivent ainsi Brandérion en 1843 :

« Brandérion (sous l'invocation de saint Pierre) : commune formée de l'ancienne paroisse de ce nom, ; aujord'hui succursale. (...) Principaux villages : le Milledec, Manétyret, Talroz, Kerlivio, Kerorno, Kernoël, Kervarc'h, Kervéno, le Squivil, Kergouner. Superficie totale 600 hectares 83 ares, dont (...) terres labourables 213 ha, prés et pâturages 61 ha, bois 29 ha, vergers et jardins 28 ha, landes et incultes 243 ha, châtaigneraies 7 ha (...). Moulins à eau du Roc'h, à vent de Kerlivio. En 1600 Brandérion était trève de Languidic. Le château de Kerlivio est de construction moderne. La route royale no 165, dite de Nantes à Audierne, traverse la commune de l'est à l'ouest. (...). Géologie : granite. On parle le breton. »

En juillet 1855 30 des 44 maisons qui composaient le bourg de Brandérion furent victimes d'un incendie, ruinant de nombreux habitants, souvent agriculteurs ou fermiers et occasionnant aussi des pertes financières importantes à Léonce de Perrien de Crenan, maire de la commune, qui possédait une partie de ces maisons. Déjà deux maisons avaient brûlé dans ce même bourg en 1830.
Lors de sa visite en Bretagne en août 1858, Napoléon III et l'impératrice Eugénie de Montijo passèrent par Brandérion « suscitant le même enthousiasme parmi les populations ».
L'annexion en 1864 de 25 villages de Languidic et de 6 villages de Kervignac par la commune de Brandérion, en raison de « l'éloignement des villages à annexer des chefs-lieux dont ils dépendent (6 à 8 klomètres), [de] leur proximité du bourg de Brandérion (1 à 2,5 kilomètres) et, ce qui est capital, (...) que déjà les habitants de ces villages fréquentent l'église et l'école de Brandérion » est examinée par le Conseil général du Morbihan. Cette modification territoriale aurait fait passer la commune de Brandérion de 600 à 1 813 hectares et de 503 à 1 173 habitants... mais le Conseil général émit un avis défavorable et cette annexion ne fut jamais effectuée.
En 1895 un conseiller général déclare que le presbytère de Brandérion est devenu inhabitable et dangereux, « ses lézardes, qui s'élargissent chaque jour, indiuent que ce petit édifice, dont la construction remonte au XVe siècle, ne tardera pas à s"écrouler » et la construction d'un nuveau prebytère est donc indispensable.
En 1896 les Filles du Saint-Esprit avaient une maison à Brandérion, vouée aux soins des malades à domicile.

### LeXXesiècle

#### La Belle Époque

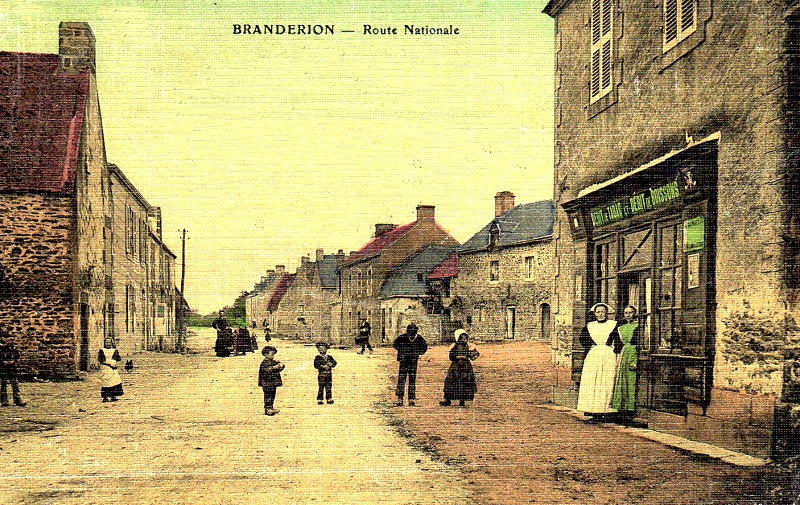
Brandérion : la route nationale au début du XXe siècle (carte postale colorisée).

En octobre 1902 pour contourner l'interdiction des écoles congréganistes en vertu de la Loi de 1901, une déclaration d'ouverture d'une école privée eût lieu, ouverte à Brandérion par Mademoiselle Louise Paubès, en fait une religieuse.
Une tentative d'inventaire des biens d'église fut effectuée le mardi 13 mars 1906 à Brandérion par le percepteur d'Hennebont. « Les appels du tocsin avaient rassemblé devant l'église une foule nombreuse de fidèles. M. le recteur, puis M. de Goulaine, ont lu une protestation et l'agent du fisc a dû se retirer ».
En 1911 la lecture de la langue bretonne était enseignée à l'école libre de garçons de Brandérion et un concours de lecture dans cette langue fut même organisé. Le barde Loeiz Herrieu vint faire une conférence en breton. L'école privée de filles l'enseignait également.

#### La Première Guerre mondiale

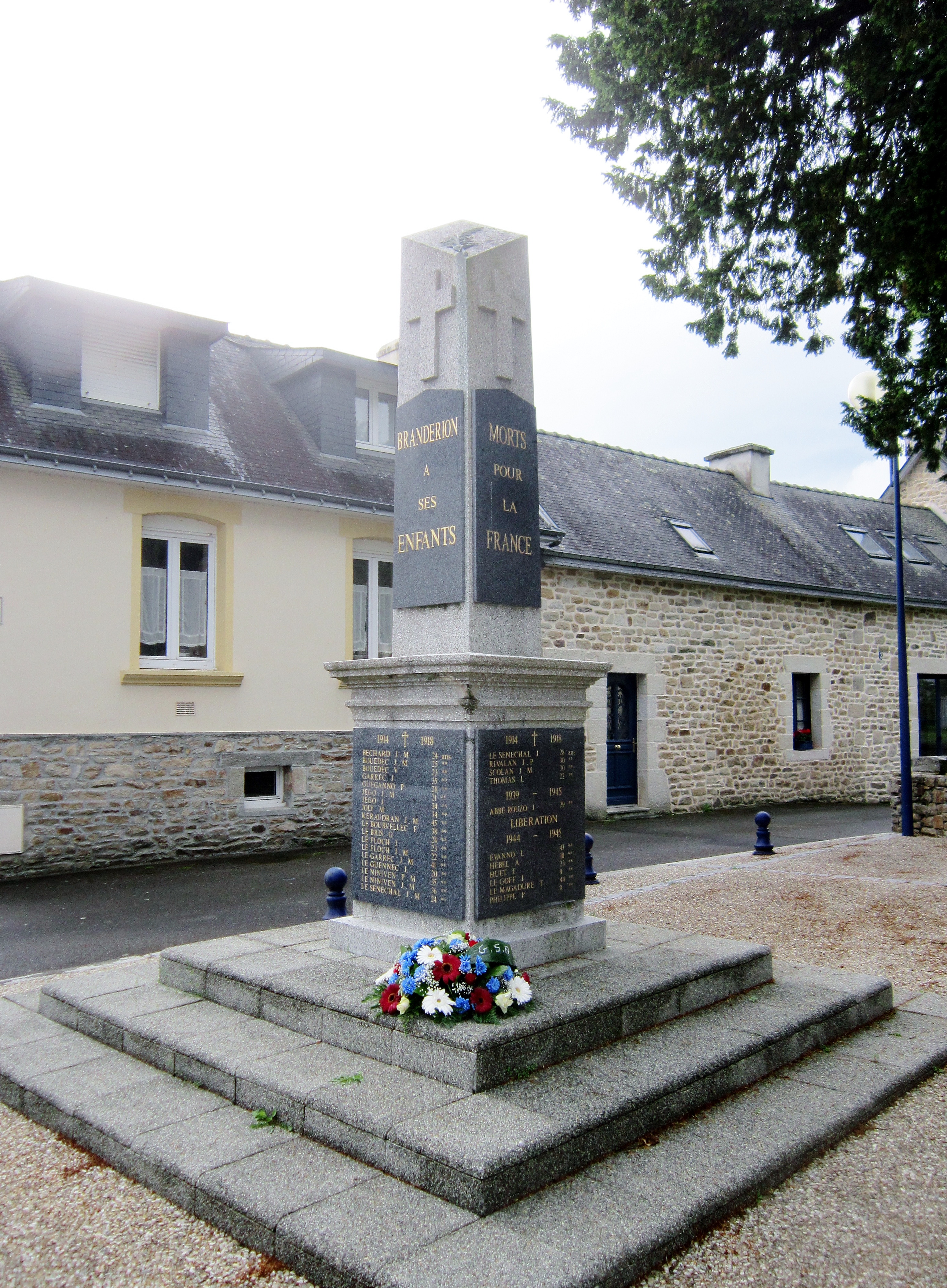
Le monument aux morts de Brandérion.

Le monument aux morts de Brandérion porte les noms de 23 soldats morts pour la France pendant la Première Guerre mondiale ; tous sont morts sur le sol français (dont Yves Le Bouédec, soldat au 41e régiment d'infanterie, décoré de la Médaille militaire et de la Croix de Guerre, blessé le 9 mars 1916 à Vienne-le-Château en Argonne, mort des suites de ses blessures le 6 septembre 1917 à l'hôpital complémentaire no 58 à Toulouse), à l'exception de Joseph Scolan, matelot à bord du cuirassé Pothuau, décédé de maladie à Port-Saïd (Égypte).
Louis Le Cam, futur curé de Brandérion, alors jeune officier, commanda un détachement breton qui résista à l'ennemi dans la forêt de Pinon le 28 mai 1918 ; il signalait sa position grâce à un pigeon voyageur, raison pour laquelle cet animal fut choisi comme emblème lors de la réalisation du blason de la commune en 1984. Cité à l'ordre de l'armée, mais fait prisonnier par les Allemands, il parvint à s'évader.

#### L'entre-deux-guerres
Le conseil général du Morbihan vote en 1923 une subvention pour la construction d'une halte ferroviaire à Brandérion, sur la ligne ferroviaire Nantes-Quimper. Cette halte ferroviaire est mise en serviceen 1925.
En 1926 l'école publique de filles de Brandérion avait une institutrice, mais aucun élève.

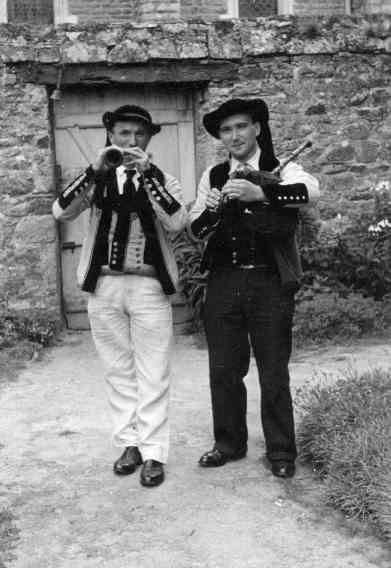
Joueurs de biniou et de bombarde à Brandérion en 1939.

#### La Seconde Guerre mondiale

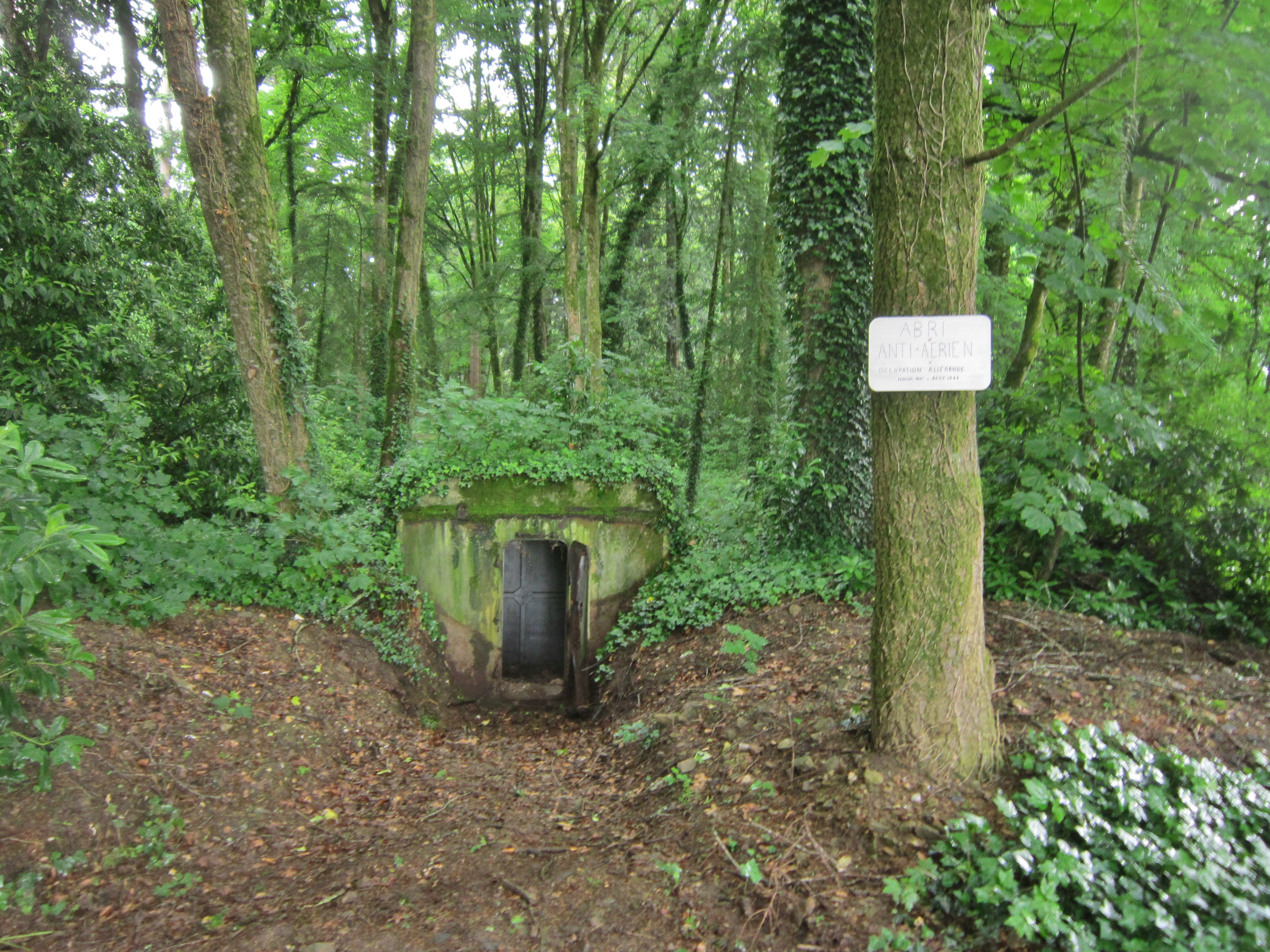
Abri antiaérien construit par les Allemands dans le domaine de Kerlivio.

En février 1941 le château de Kerlivio est réquisitionné par le commandement (Oberstleutenant Harlinghausen) de l'aviation allemande, la présence d'avions étant nécessaire pour la reconnaissance aérienne et la protection des U-boots ; les habitants de Kerlivio sont expulsés, y compris les fermiers et leur bétail, qui se sont repliés dans un champ près de Kerguellec. D'imposants bâtiments et abris anti-bombes et des baraques en bois destinées au logement des soldats sont construits dans le parc du château, les officiers dormant dans le château.
D'autres fermes et habitations sont aussi réquisitionnées par moments par l'occupant, y compris les écoles et le presbytère pour le logement d'officiers ou de troupes de passage.
En août 1941 l'abbé Louis Le Cam rentra de captivité ; il avait fait la Première et la Seconde Guerre mondiale comme capitaine. Il fut fait chevalier de la Légion d'honneur. « En l'honneur de son arrivée, les cloches sonnèrent à toute volée et les habitants firent à l'arrivant un accueil enthousiaste.
En 1943 après l'évacuation des derniers habitants civils de Lorient, la délégation du "Secours national" trouva refuge à Brandérion dans une salle de café ainsi que dans la chapelle Sainte-Anne dans laquelle furent acheminés les stocks de nourriture et de vêtements et plusieurs bénévoles de l'association y élurent domicile. « Mais la chapelle était encore ouverte au culte, et le curé, scrupuleux, disait chaque jour une messe à 4 heures du matin. Il fallait donc que tout e monde se levât à 4 heures, rangeât ses paillasses, et prâtiquât un petit chemin entre les piles de chaussures, vêtements et boîtes de conserves ».
Le 10 décembre 1943 le groupe de résistants FTP  « Vaillant-Couturier », qui était en train d'effectuer un sabotage pour provoquer un déraillement sur la ligne de chemin de fer Paris-Quimper entre Brandérion et Landévant (plusieurs déraillement avaient déjà été effectués au même endroit antérieurement), fut arrêté par les gendarmes de Pontivy en raison d'une dénonciation et livrés aux Allemands. Cinq d'entre eux, originaires de Bubry (Ferdinand Malardé, Jean Mahé, Jean Robic, Joseph Le Mouël et Raymond Guillemot), furent fusillés le 25 février 1944 à Malguénac, après avoir subi d'innombrables tortures ; deux (André Cojan et André Garrec) furent déportés.
Brandérion est libéré le 7 août 1944 par des troupes américaines, mais la commune subit des tirs d'artillerie jusqu'au 7 mai 1945, jour où la garnison allemande signa sa capitulation à Étel ; le domaine de Kerlivio abrita des prisonniers allemands jusqu'en novembre 1945.
Le monument aux morts de Brandérion porte les noms de 8 personnes mortes pour la France pendant la Seconde Guerre mondiale. Parmi elles Louis Evanno, forgeron et chef des sapeurs pompiers ainsi que Jean Le Goff, 9 ans, et Pierrot Philippe, 8 ans, qui furent tués le 7 août 1944 sur la place du village où la population était rassemblée pour honorer les morts de la guerre par des obus tirés par les batteries allemandes installées sur les hauteurs de Kervignac. Parmi les autres morts de la guerre, l'abbé Rouzo, âgé de 29 ans lors de son décès. Théophile Le Magadure, décédé âgé de 44 ans ; E. Huet, 23 ans et A. Hébel, 18 ans lors de leur décès, ont été victimes des combats de la Poche de Lorient en 1944-1945.
Marie Huchon, née le 21 janvier 1912 à Brandérion, mais demeurant à Kervignac, fut exécutée sommairement, en même temps que son mari et deux autres personnes, le 23 août 1944 à Kermassonnette en Kervignac.
Lors des combats de la Poche de Lorient, le front allait approximativement d'Auray au Pouldu, suivant appoximativement, à une distance variant de quelques centaines de mètres à quelques kilomètres le tracé de la route nationale 165, passant au sud de Landévant, de Brandérion, d'Hennebont et de Pont-Scorff, longeant la Laïta au sud de Quimperlé jusqu'à la mer. « Il n'y a pas de durs combats, mais des duels d'artillerie et des escarmouches. Ce sont les villages de Nostang, Kervignac, Merlevenez et Sainte-Hélène qui sont l'enjeu des plus violentes attaques. Chaque jour des hommes tombent.. (...) À Brandérion, le clocher est troué ».

#### L'après Seconde Guerre mondiale
J. Gicquel, alors âgé de 21 ans, est décédé pendant la Guerre d'Algérie.
Le patronage catholique de Brandérion portait le nom de "Sainte-Anne", par exemple en 1958

### LeXXIesiècle
Un séisme de magnitude 5,4, dont l'épicentre était entre Hennebont et Brandérion, s'est produit le 30 septembre 2002.

## Politique et administration

### Administration municipale
Le nombre d'habitants au dernier recensement étant compris entre 500 et 1 499, le nombre de membres du conseil municipal est de 15.

### Liste des maires
| Période                                  | Période                   | Identité                    | Étiquette | Qualité |
| ---------------------------------------- | ------------------------- | --------------------------- | --------- | --- |
| Les données manquantes sont à compléter. |                           |                             |           | |
| 1793                                     | après 1798                | Joseph Le Formal            |           | Officier public. Adjoint au maire signant les actes d'état-civil jusqu'en 1808.                                          |
| 1808                                     | 1821                      | Georges Philippe            |           | Cultivateur. |
| 1821                                     | 1851                      | Guillaume Perron            |           | Cultivateur. |
| 1852                                     | 1860                      | Léonce de Perrien de Crenan |           | Vicomte. À partir de 1854, tous les actes d'état-civil sont signés par Vincent Renaud, adjoint.                          |
| 1860                                     | 1871                      | Joseph Le Levé              |           | Propriétaire. Cultivateur.                                                                                               |
| 1871                                     | après 1880                | Vincent Renaud              |           | Jardinier au château de Kerlivio.                                                                                        |
| 1880                                     | 1913                      | Geoffroy de Goulaine        | Royaliste | Comte. Conseiller général à partir de 1895. Sénateur entre 1901 et 1913.                                                 |
| 1913                                     | 1919                      | Guillaume Perron            |           | Cultivateur. Fils de Guillaume Perron, maire antérieurement.                                                             |
| 1919                                     |                           | René Le Mancq               |           | Cultivateur. |
|                                          | 1941                      | Alain de Goulaine           |           | Comte. Fils de Geoffroy de Goulaine. Lieutenant-colonel de cavalerie. Croix de guerre. Chevalier de la Légion d'honneur. |
| Août 1941                                |                           | Pierre Le Fur               |           | Président de la Délégation spéciale.                                                                                     |
|                                          |                           |                             |           | |
|                                          |                           |                             |           | |
| mars 1956                                | mars 1989                 | Georges Jaffré              | SE        | |
| mars 1989                                | mars 2014                 | Hubert de Lageneste         | RPR       | Habitait le château de Kerlivio.                                                                                         |
| mars 2014                                | juillet 2017              | Jean-Michel Jacques         | LREM      | Infirmier des forces spéciales, député depuis 2017.                                                                      |
| 10 juillet 2017 Réélu le 23 mai 2020     | En cours (au 24 mai 2020) | Jean-Yves Carrio            | SE        | Précédemment adjoint au maire précédent, chargé des travaux.                                                             |

## Démographie
L'évolution du nombre d'habitants est connue à travers les recensements de la population effectués dans la commune depuis 1793. Pour les communes de moins de 10 000 habitants, une enquête de recensement portant sur toute la population est réalisée tous les cinq ans, les populations de référence des années intermédiaires étant quant à elles estimées par interpolation ou extrapolation. Pour la commune, le premier recensement exhaustif entrant dans le cadre du nouveau dispositif a été réalisé en 2006.

En 2022, la commune comptait 1 480 habitants, en évolution de +5,04 % par rapport à 2016 (Morbihan : +3,82 %, France hors Mayotte : +2,11 %).
| 1793 | 1800 | 1806 | 1821 | 1831 | 1836 | 1841 | 1846 | 1851 |
| ---- | ---- | ---- | ---- | ---- | ---- | ---- | ---- | ---- |
| 352  | 330  | 366  | 447  | 425  | 421  | 400  | 440  | 477  |

| 1856 | 1861 | 1866 | 1872 | 1876 | 1881 | 1886 | 1891 | 1896 |
| ---- | ---- | ---- | ---- | ---- | ---- | ---- | ---- | ---- |
| 477  | 503  | 520  | 474  | 500  | 516  | 581  | 577  | 583  |

| 1901 | 1906 | 1911 | 1921 | 1926 | 1931 | 1936 | 1946 | 1954 |
| ---- | ---- | ---- | ---- | ---- | ---- | ---- | ---- | ---- |
| 581  | 558  | 532  | 549  | 511  | 521  | 531  | 678  | 578  |

| 1962 | 1968 | 1975 | 1982 | 1990  | 1999 | 2006 | 2011  | 2016  |
| ---- | ---- | ---- | ---- | ----- | ---- | ---- | ----- | ----- |
| 583  | 551  | 574  | 947  | 1 028 | 953  | 942  | 1 308 | 1 409 |

| 2021  | 2022  | - | - | - | - | - | - | - |
| ----- | ----- | - | - | - | - | - | - | - |
| 1 473 | 1 480 | - | - | - | - | - | - | - |

## Économie
La commune est essentiellement rurale.
L'entreprise de transport routier STEF a installé sa plateforme logistique à Brandérion ; elle employait en 2021 85 salariés.

## Culture locale et patrimoine

### Lieux et monuments

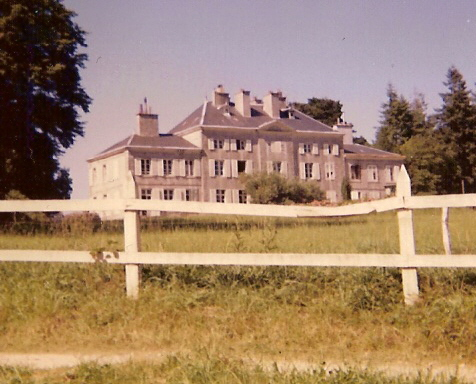
Le château de Kerlivio.

- Domaine de Kerlivio : le château actuel est construit pour les Perrien de Crenan dans le 2e quart du XIXe siècle ; il a succédé à l'ancien château du XVIIe siècle partiellement conservé; il subsiste des vestiges du château du XVe siècle. Communs. Orangerie. Colombier. Beau parc à l'anglaise dessiné par Eugène et Denis Bühler : allées irrégulières, avenue de jardin, cascade, étang, fossé de clôture, île artificielle, potager, rivière artificielle, serre. Fontaine de dévotion. Le parc s'étend sur les communes de Brandérion et de Kervignac. Occupé par l'armée allemande pendant la Seconde Guerre Mondiale.

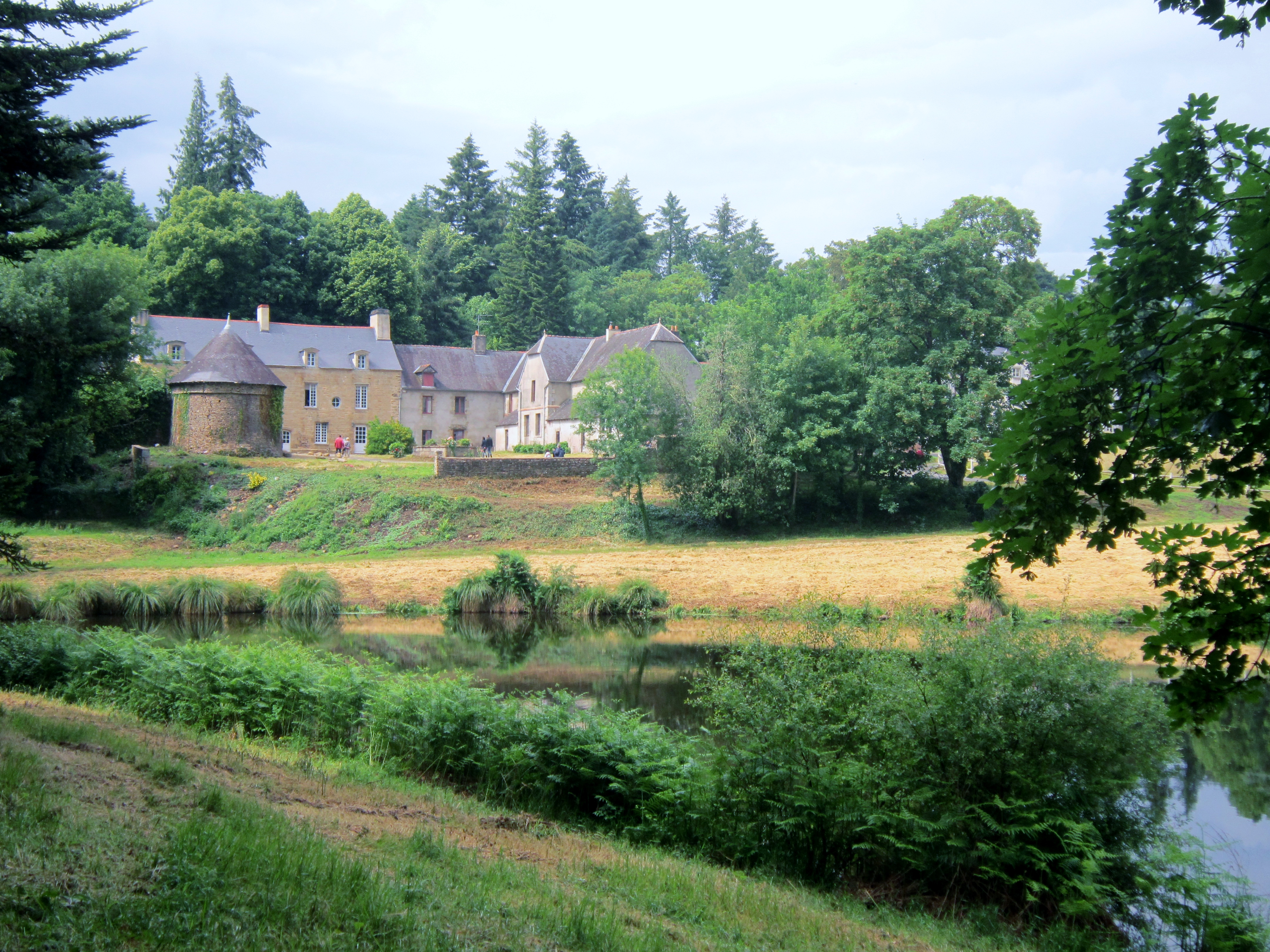
Domaine de Kerlivio : le vieux château (restauré en 2006).
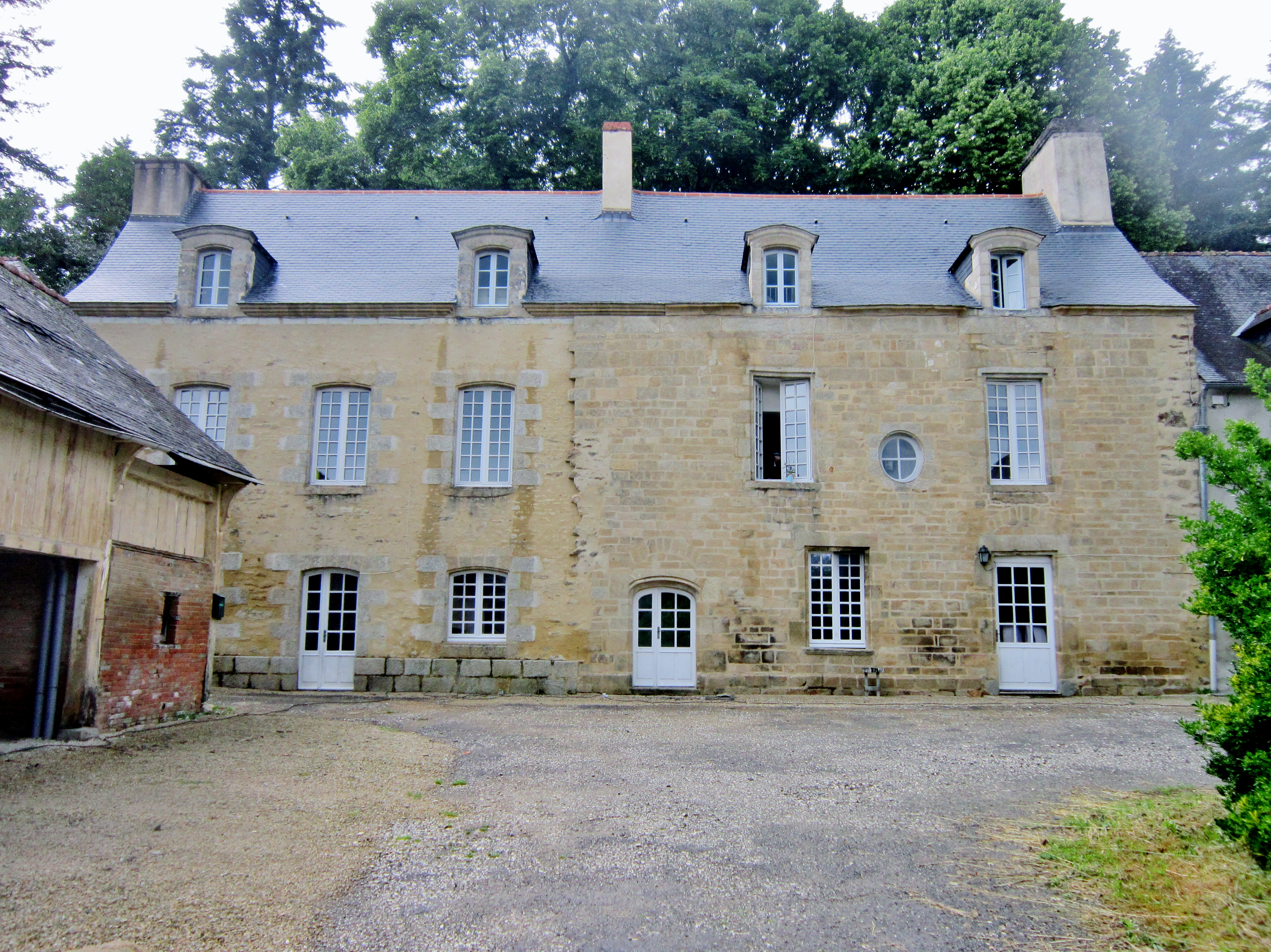
Domaine de Kerlivio : la façade du vieux château (restauré en 2006).
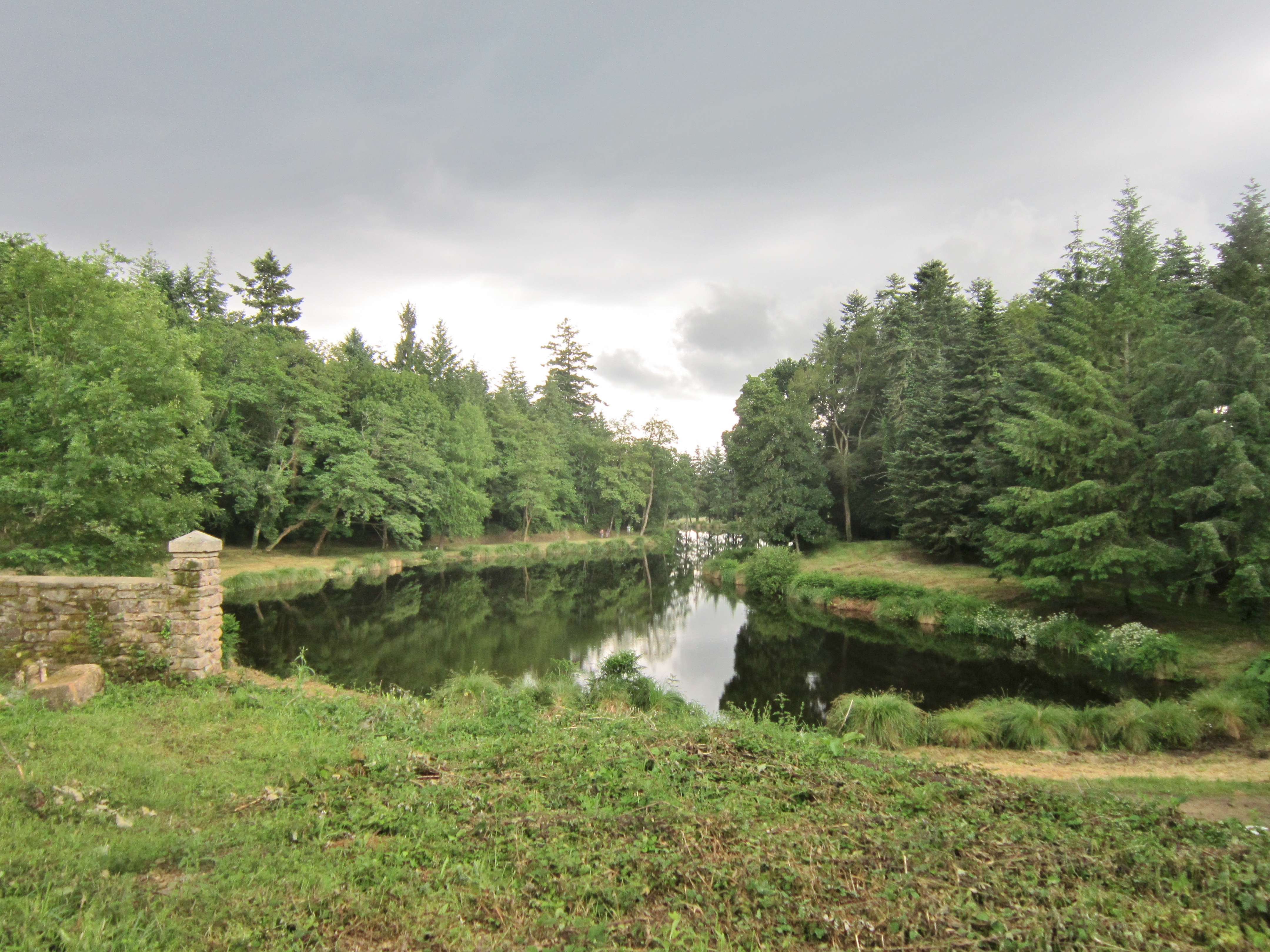
L'étang de Kerlivio vu depuis la terrasse située devant le vieux château.
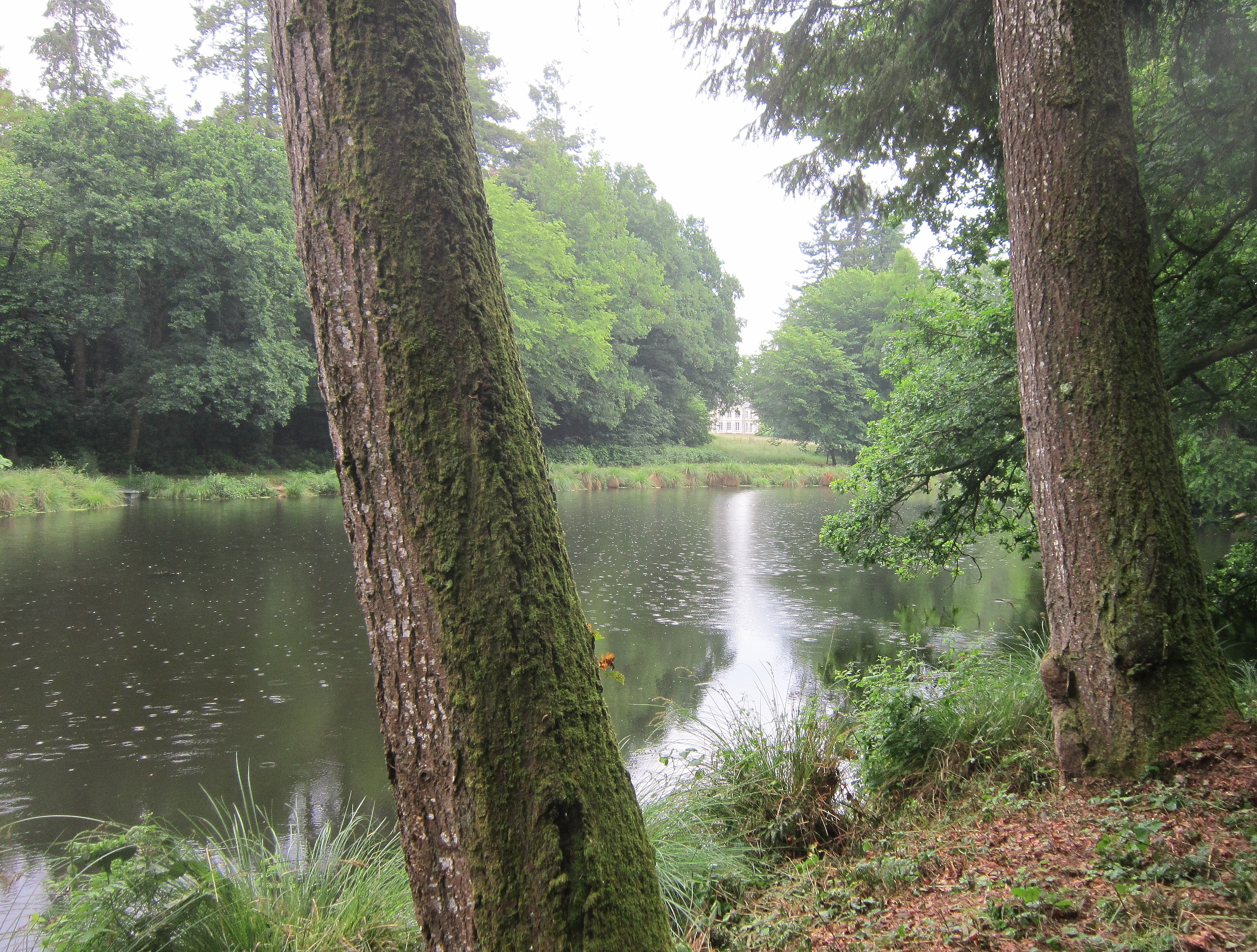
L'étang de Kerlivio et, à l'arrière-plan, le château éponyme.
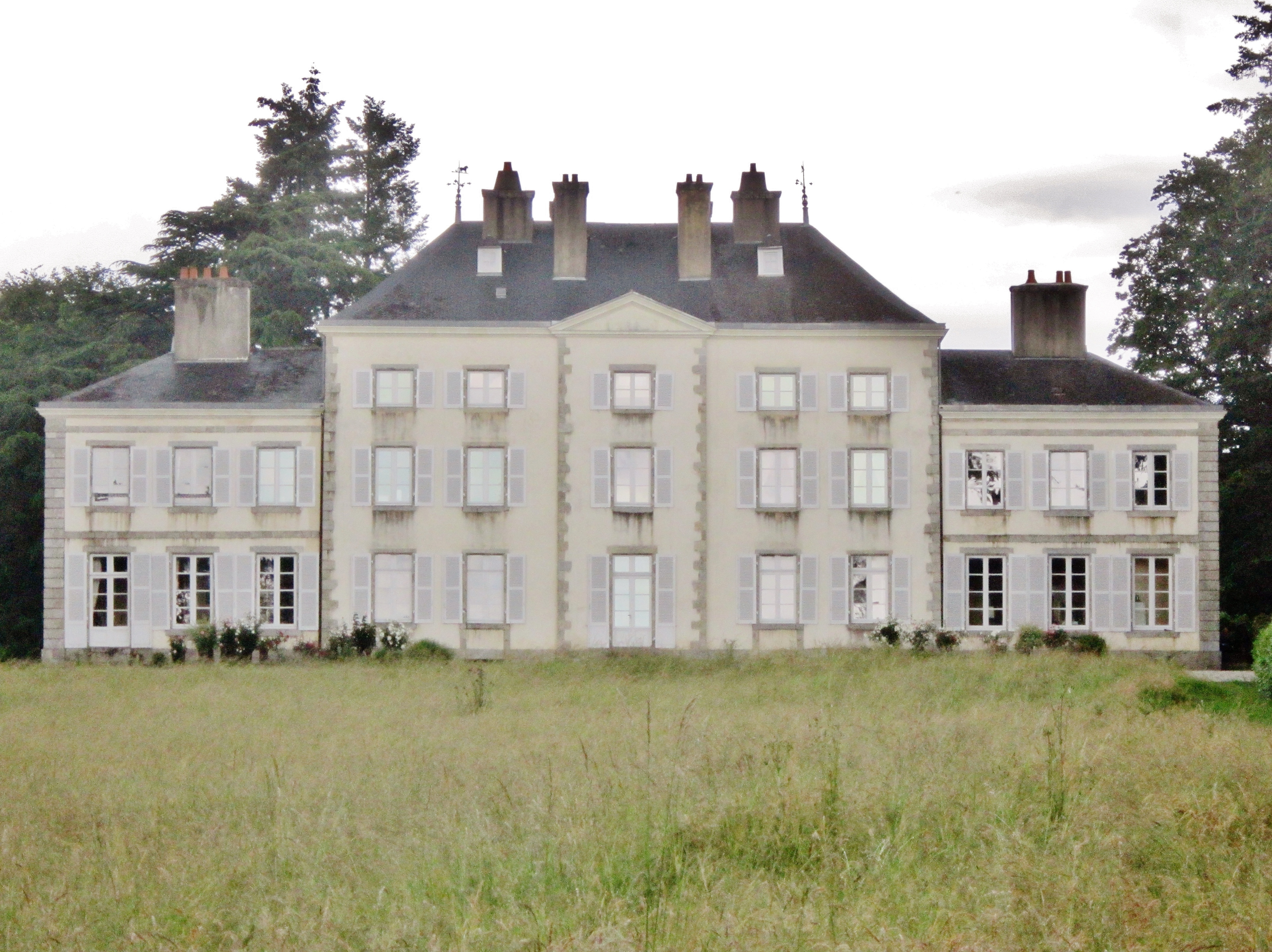
Le château de Kerlivio : la façade.
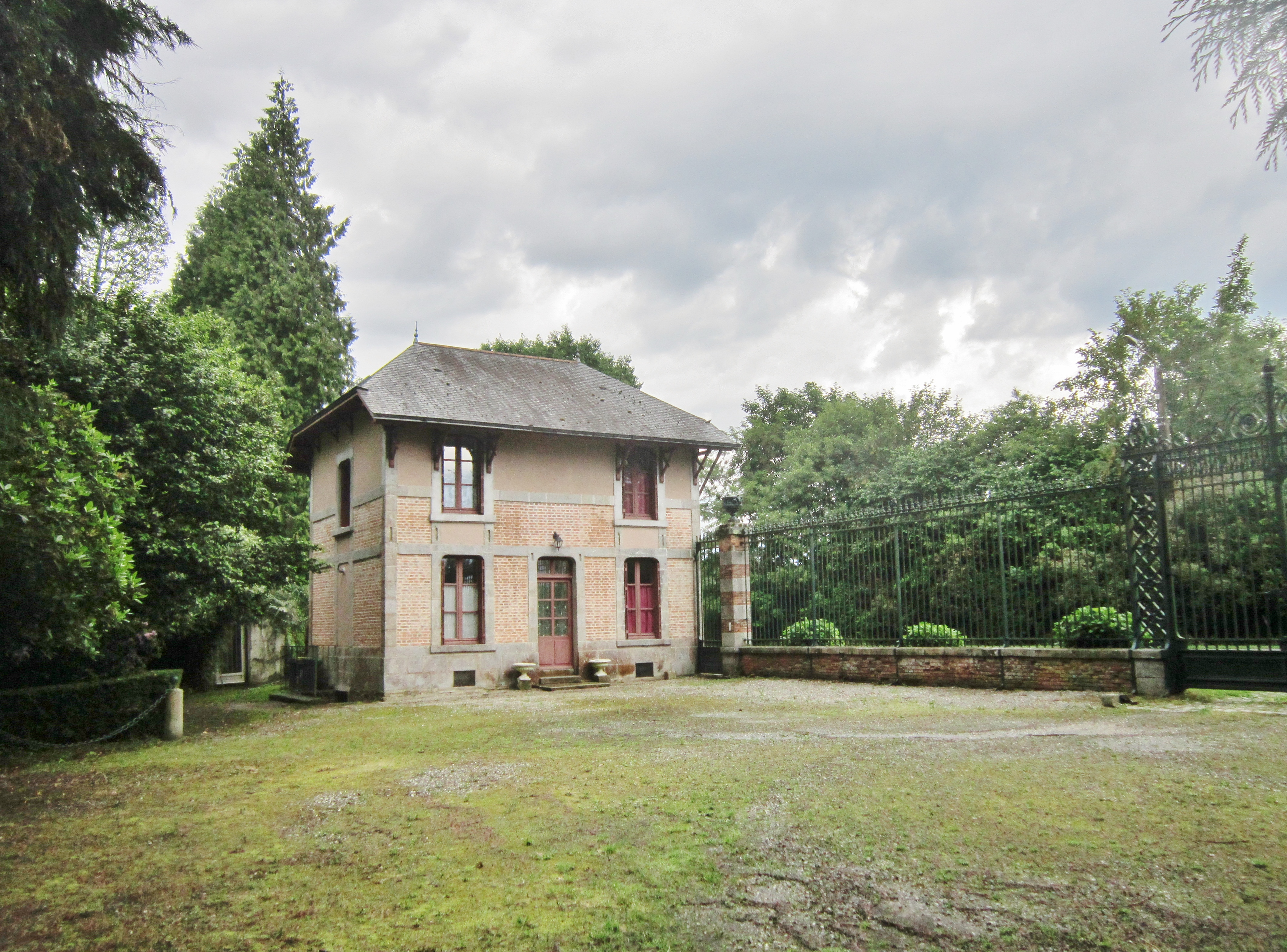
Domaine de Kerlivio : le pavillon Ty Ru, restauré en 2006.

- Chapelle Sainte-Anne, dénommée aussi "Chapelle de la grand-mère Sainte-Anne de Brandérion" date du (IXe, et a été agrandie aux XIIe, XIVe, XVe siècles). Elle est considérée comme le plus vieux sanctuaire dédiée à sainte Anne existant en Bretagne (selon un vieux cntique, c'est ici que les pèlerins venaient honorer sainte Anne, considérée comme la mère des Bretons, avant les apparitions de Sainte-Anne-d'Auray). La chapelle a été restaurée entre 1972 et 1974 par le Comité de sauvegarde de la chapelle "Les Amis de Santez Anna Goh" grâce à ses propres ressources et à des dons et subventions. La chapelle possède des statues de sainte Anne, saint Cornély, saint Roch, sainte Agathe, saint Yves, sainte Thérèse de Lisieux et du Sacré-Cœur de Jésus, ainsi que le mémorial du recteur Louis Le Cam. Dans l'enclos se trouvent une croix monumentale, un lech (ou une borne romaine) christianisé (il porte une croix pattée, due peut-être aux chevaliers de l'Ordre du Temple) ainsi qu'une représentation de la Grotte de Lourdes[74].

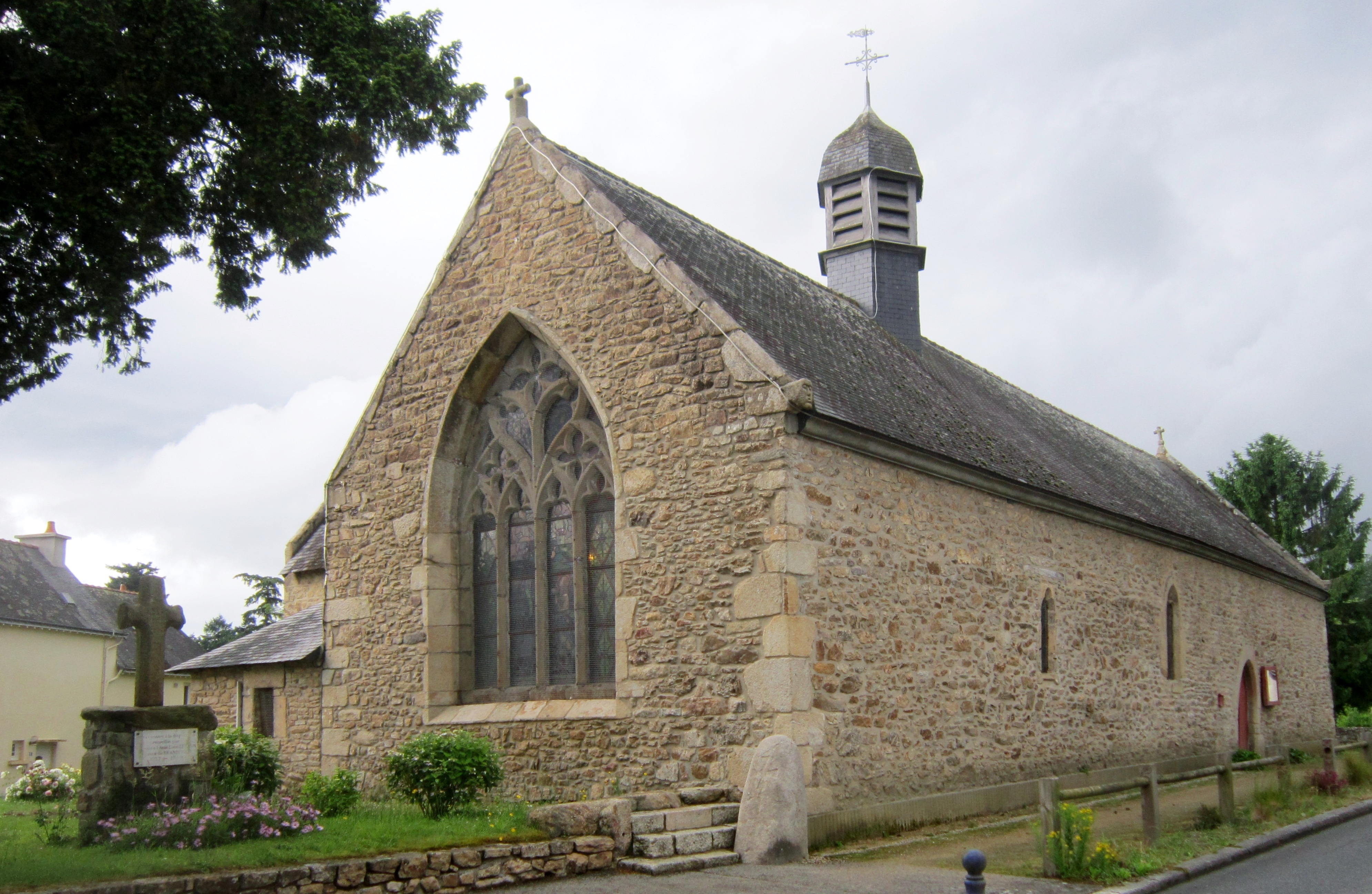
Chapelle Sainte-Anne de Brandérion : vue extérieure d'ensemble.
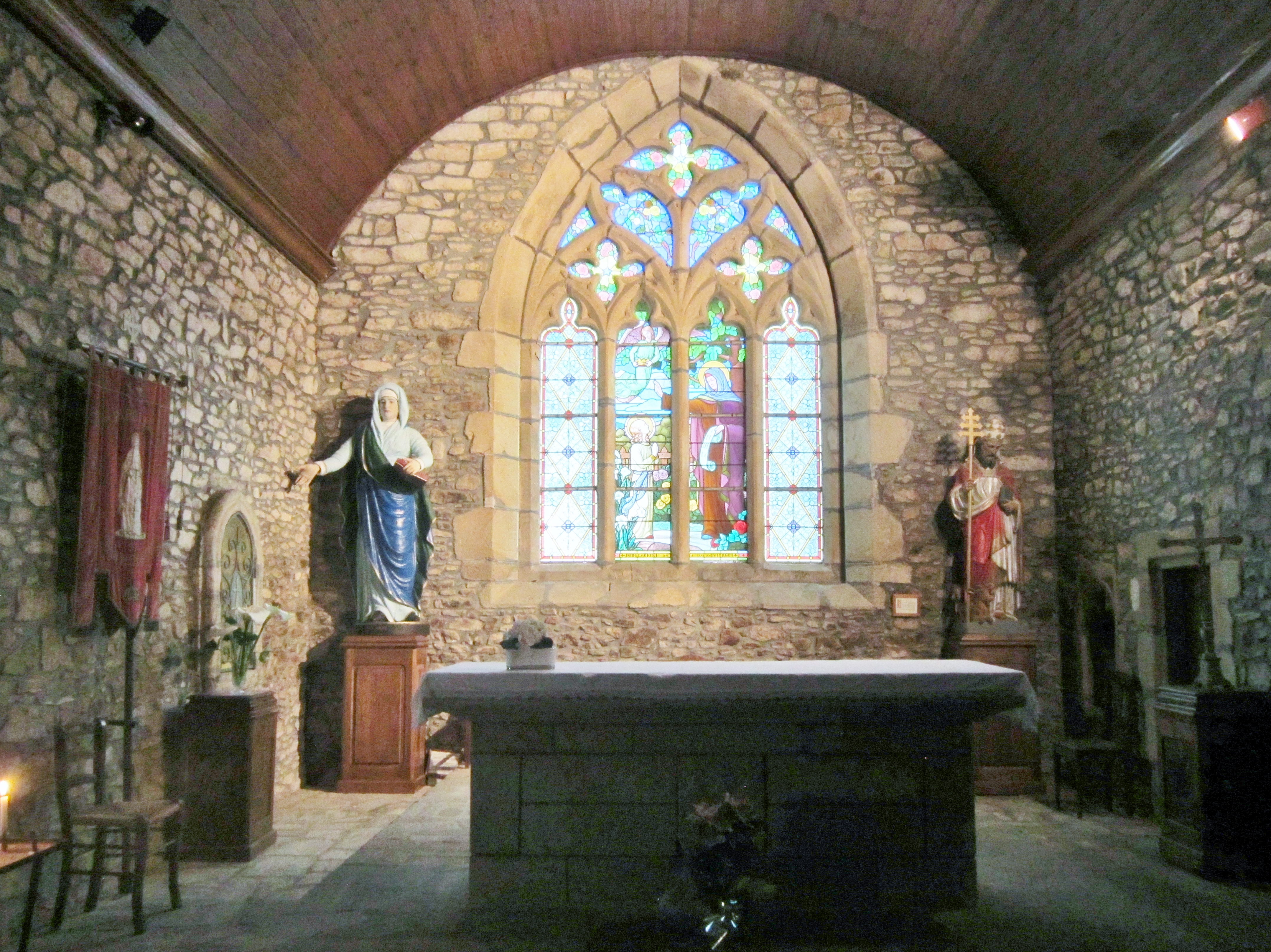
Chapelle Sainte-Anne de Bradérion : le chœur.
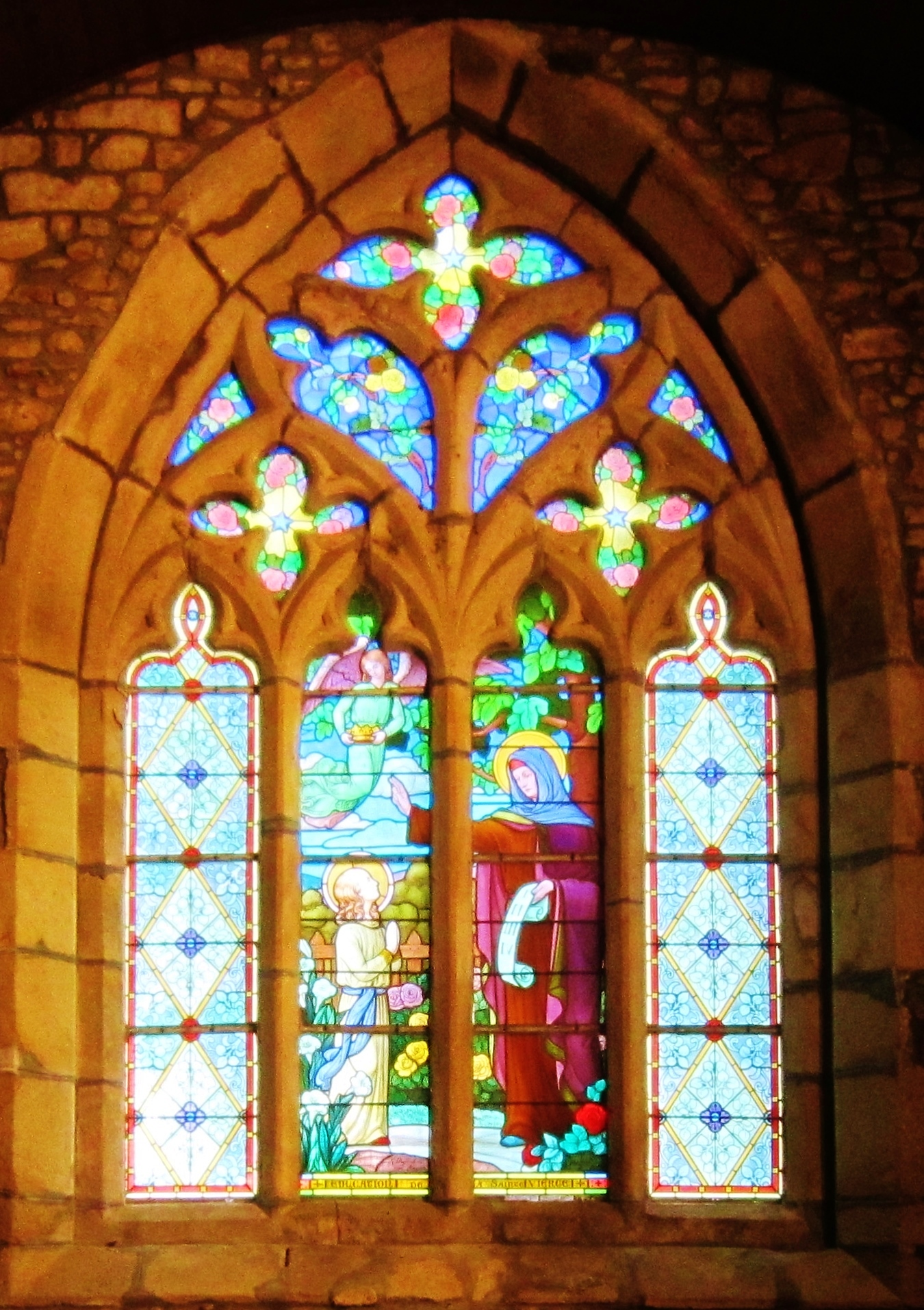
Vitrail "L'éducation de la Sainte Vierge" situé derrière le maître-autel.
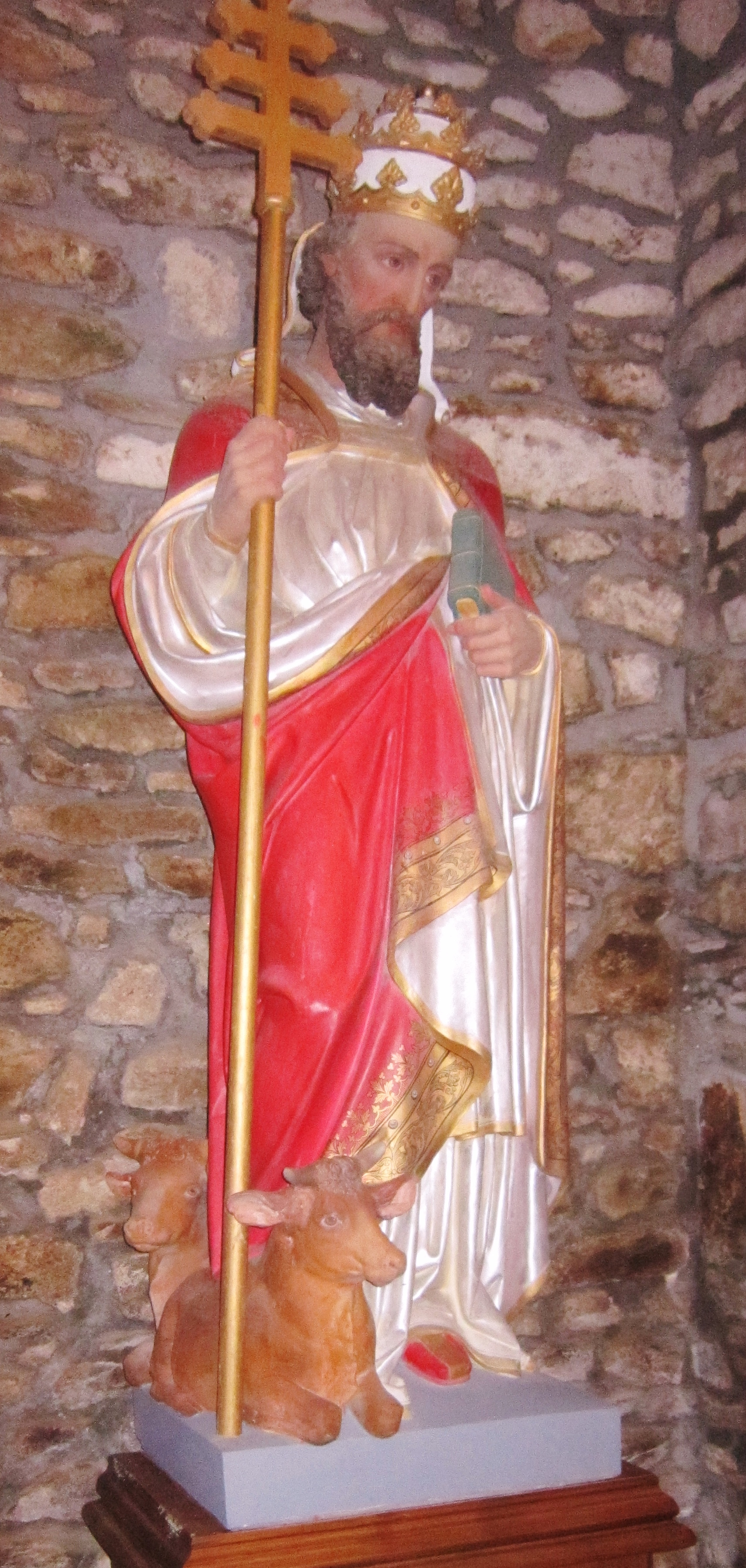
Chapelle Sainte-Anne de Brandérion : statue de saint Cornély, protecteur des bêtes à cornes, d'où la présence de la vache au pied de sa statue.
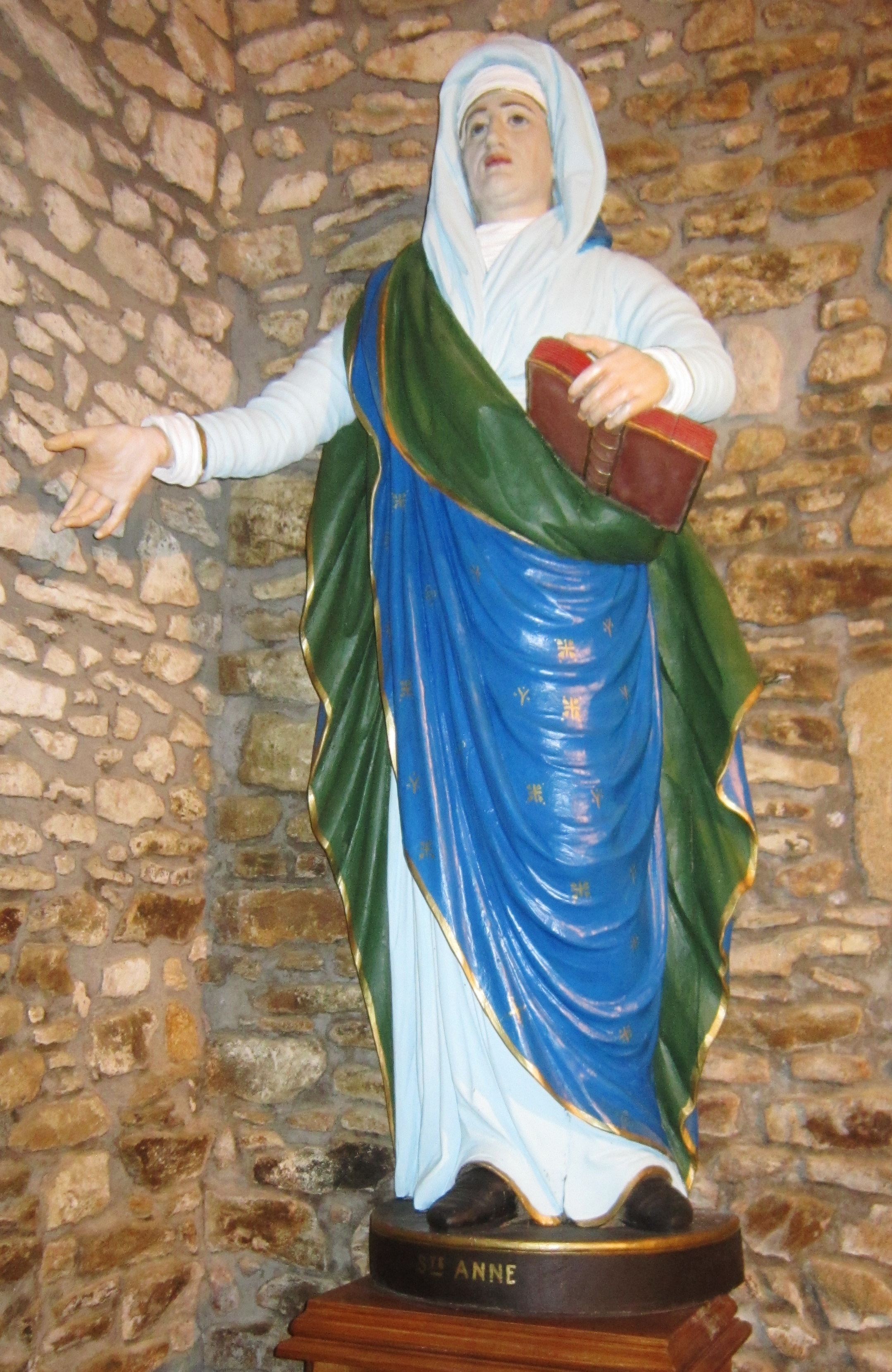
Chapelle Sainte-Anne de Brandérion : statue de sainte Anne.
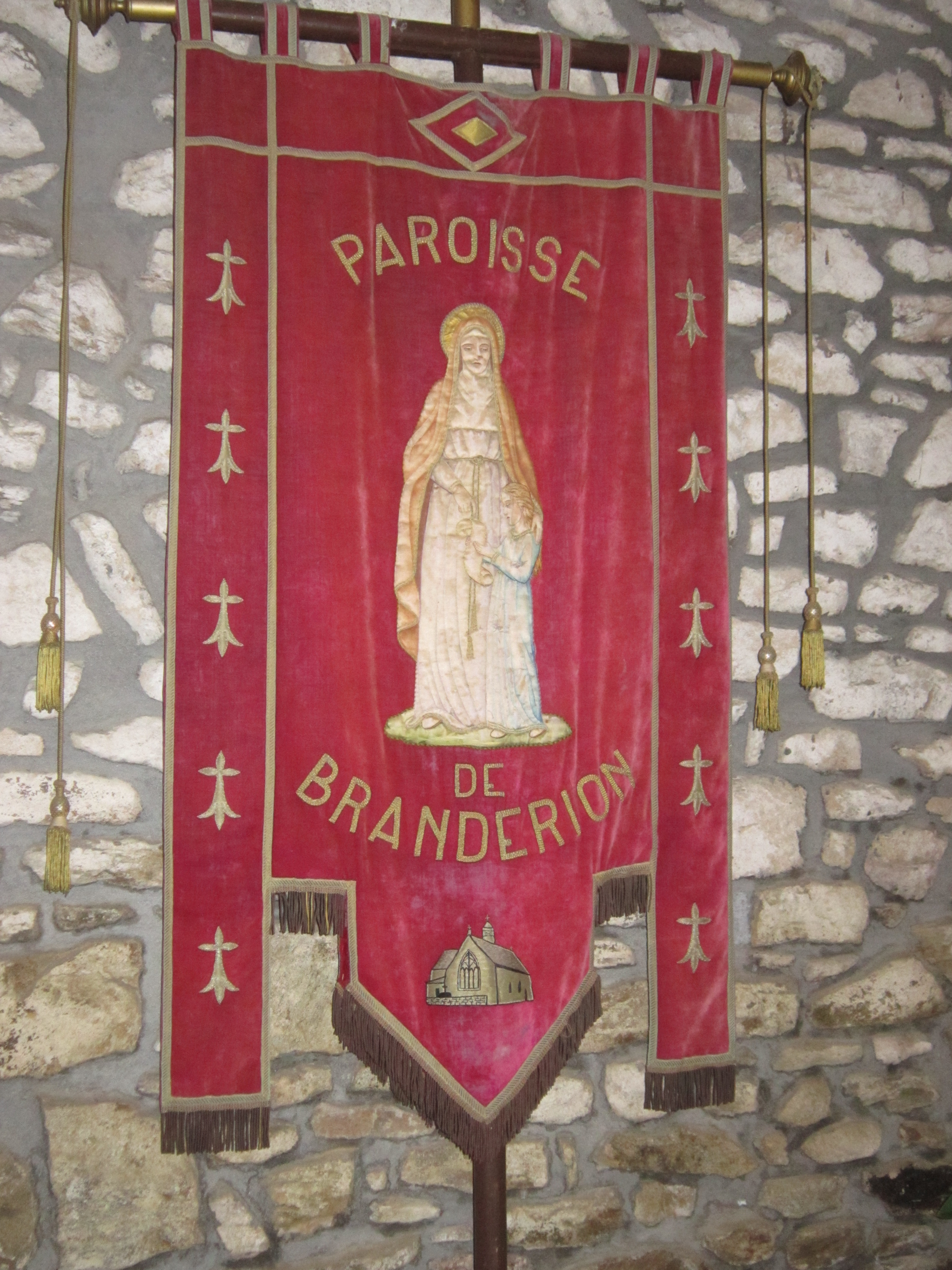
Chapelle Sainte-Anne de Brandérion : bannière de procession de sainte Anne.

- Plusieurs maisons, fermes, lavoirs et puits des XVIIe et XVIIIe siècles.

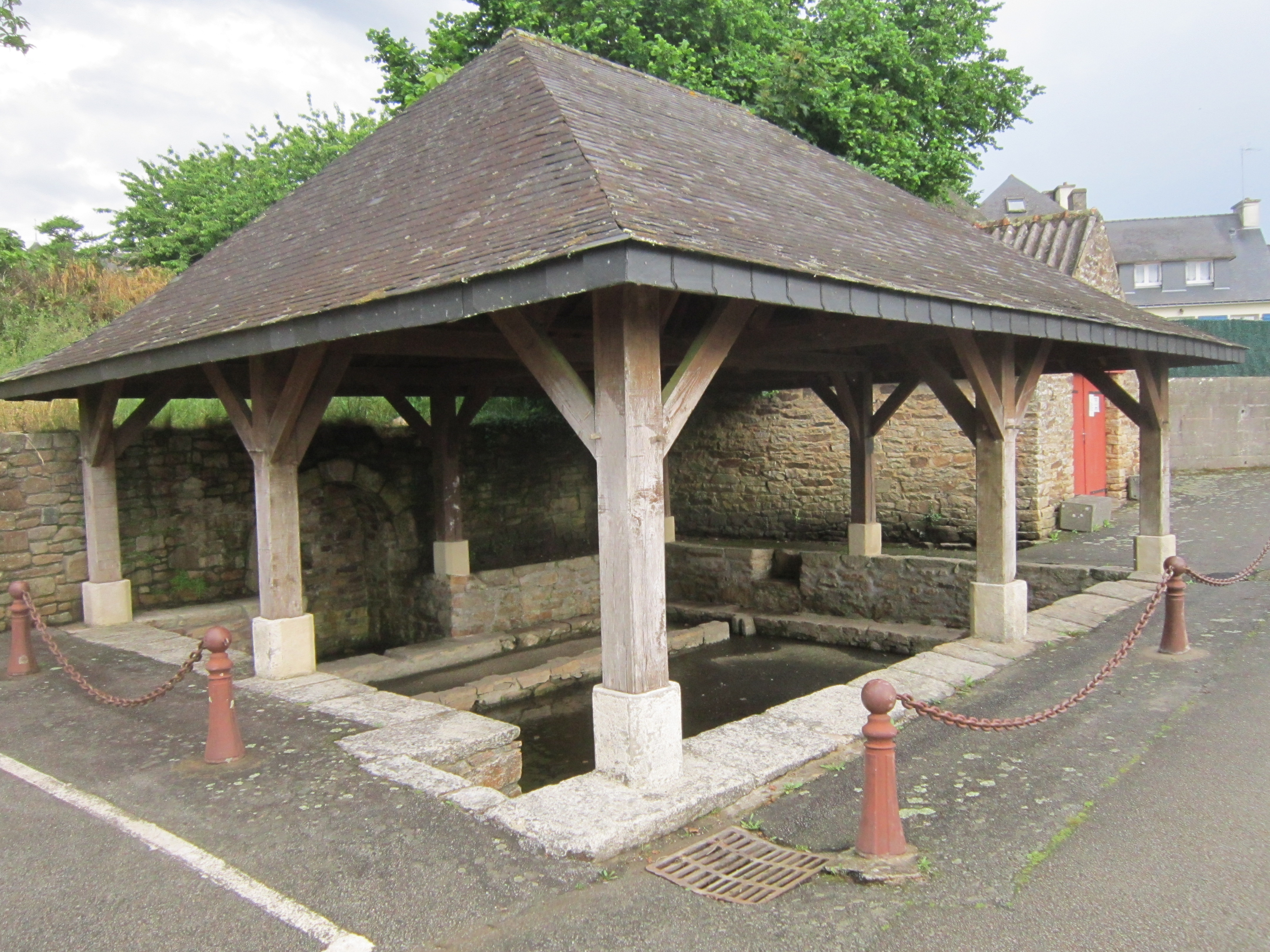
Lavoir dans le bourg de Brandérion.

- Église paroissiale Saint-Pierre (construite en 1879 en style néogothique et en forme de croix latine) : son clocher a été reconstruit après la Seconde Guerre Mondiale. La croix près de l'église se trouvait antérieurement à proximité de l'ancien presbytère.
- La mairie : ancien presbytère, elle se situe dans le centre du bourg. Il s’agit au XVIIe siècle d’une maison à étage comportant une cuisine, un salon, deux chambres et d’un cabinet de travail. Un grenier servait au recteur à entreposer ses réserves de grain et il disposait d'une cave où il pouvait stocker des barriques de cidre. Un porcheest attenant à la maison qui donne sur la cour où se situent une écurie avec son grenier à foin et une loge à bois.
- La croix de Tal-Roz, placée à cet endroit en 1934 pour honorer la mémoire du docteur du docteur Georges Desjacques, décédé à cet endroit le 22 décembre 1933 alors qu'il se rendait à pied par mauvais temps au chevet d'un enfant malade[75]?

### Personnalités liées à la commune

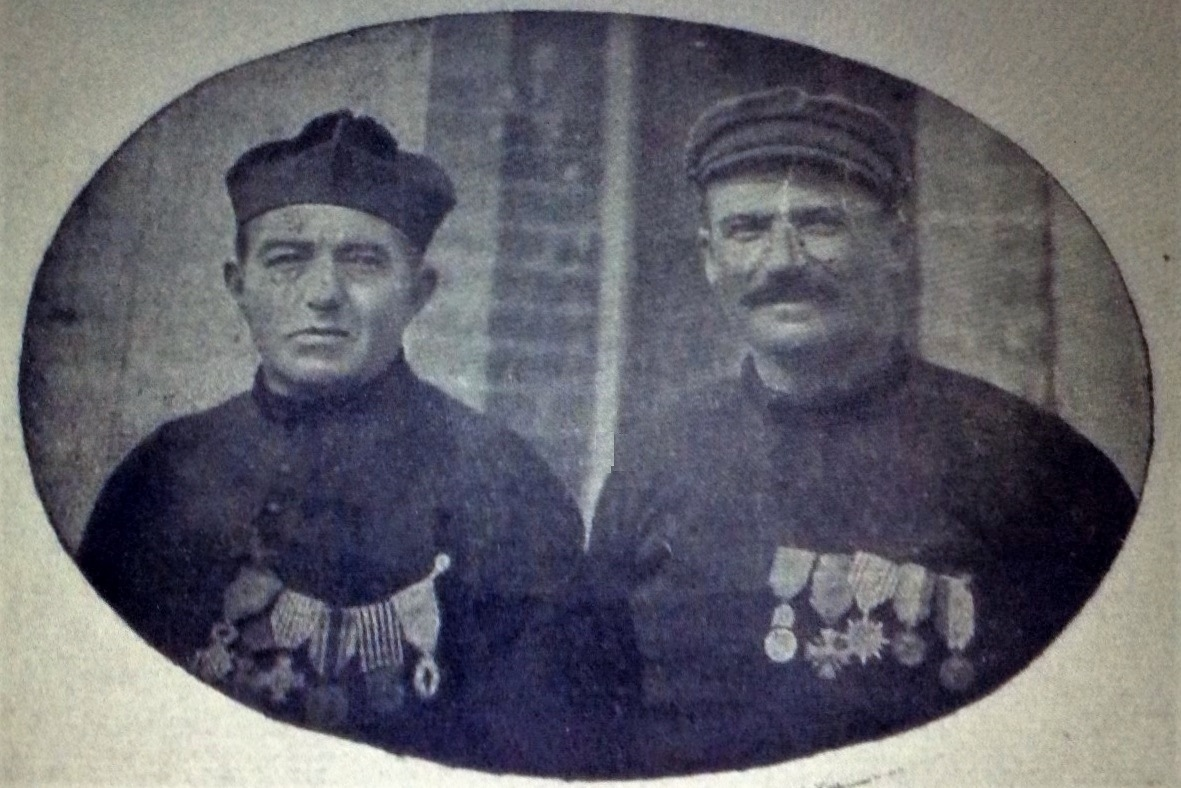
Deux photos de Louis Le Cam alors qu'il était recteur (entre 1929 et 1937) et gardien de phare (entre 1933 et 1937) à l'Île-d'Houat.

- Geoffroy de Goulaine (1844-1913), sénateur du Morbihan (1901-1913).
- Louis Le Cam (30 janvier 1885 à Plouharnel, 1948 à Brandérion), vicaire à Quistinic en 1909, mobilisé en 1915, capitaine d'infanterie coloniale, héros de la guerre 1914-1918, vicaire à Kerentrech en 1919, recteur de l'île d'Houat en 1929, curé de Brandérion en 1937[44].